# 뒷부리도요
뒷부리도요(영어: Terek Sandpiper, 학명: Xenus cinereus)는 도요목 도요과에 속하는 나그네새이다.

## 생김새
부리가 길고 위로 굽었으며 기부가 엷은 주황색이다. 다리는 노랗고 비교적 짧다.

### 여름깃
몸윗면은 회갈색이고 어깨깃 일부에 검은 줄무늬가 있다.

### 겨울깃
어깨깃의 검은 줄무늬가 거의 사라진다.

## 서식지
해안 갯벌, 하구, 하천에서 서식한다, 유라시아대륙 북부에서 번식하고 아프리카, 인도, 동남아시아, 중동, 오스트레일리아 등에서 월동한다.